# オーガスタス・スペンサー
サー・オーガスタス・アルメリック・スペンサー閣下（英語: The Hon. Sir Augustus Almeric Spencer, GCB 1807年3月25日 - 1893年8月28日）は、イギリスの軍人。最終階級は陸軍大将（General）。名門貴族・スペンサー家の一員。

## 略歴
フランシス・スペンサー卿と、その妻フランセスの間に三男として生まれる。父フランシス卿は第4代マールバラ公爵ジョージ・スペンサーの次男であり、1815年に初代チャーチル男爵に叙された。母フランセスは首相を務めた第3代グラフトン公爵オーガスタス・フィッツロイの五女である。
1825年4月8日、第43（モンマスシャー）歩兵連隊（軽歩兵）に入隊し、陸軍少尉に任官される。その後中尉（1827年7月5日）、大尉（1831年4月6日）、少佐（1843年7月21日）と順調に進級。クリミア戦争に参加し、アルマの戦い、インカーマンの戦い、セヴァストーポリ包囲戦で連隊を指揮した。1856年、アルダーショット駐屯の1個旅団の旅団長となる。1860年2月13日、少将に昇進する。同年インド帝国に赴任し、マドラス軍隷下の師団指揮官に着任。1866年に本国に戻り、西部軍管区司令官に就任した。1868年5月9日に中将となり、翌年に再びインドでボンベイ軍司令官に任じられた。
1875年9月14日、陸軍大将となった。同年退役。

## 勲章
- レジオンドヌール勲章（ フランス帝国）
  -  オフィシエ章[6]
- メディジディー勲章（英語版）（ オスマン帝国）
  - 三等[7]
- バス勲章
  - ナイト・グランド・クロス章

## 家族
1836年、第一次英緬戦争で活躍した陸軍軍人である初代準男爵サー・アーチボルド・キャンベルの次女、ヘレン・マリア嬢と結婚。一男五女をもうける。ひ孫の一人が、ジョージ6世とエリザベス2世の聖職者を務めたヘンリー・スペンサー・スティーブンソンである。